# Haplomesus quadrispinosus
Haplomesus quadrispinosus är en kräftdjursart som först beskrevs av Sars 1879.  Haplomesus quadrispinosus ingår i släktet Haplomesus och familjen Ischnomesidae. Inga underarter finns listade i Catalogue of Life.